# Форест-Оукс (Північна Кароліна)
Форест-Оукс (англ. Forest Oaks) — переписна місцевість (CDP) в США, в окрузі Ґілфорд штату Північна Кароліна. Населення — 4209 осіб (2020).

## Географія
Форест-Оукс розташований за координатами 35°59′19″ пн. ш. 79°42′29″ зх. д. / 35.98861° пн. ш. 79.70806° зх. д. (35.988534, -79.708028).  За даними Бюро перепису населення США в 2010 році переписна місцевість мала площу 12,83 км², з яких 12,55 км² — суходіл та 0,27 км² — водойми.

## Демографія
Згідно з переписом 2010 року, у переписній місцевості мешкало 3890 осіб у 1509 домогосподарствах у складі 1225 родин. Густота населення становила 303 особи/км².  Було 1575 помешкань (123/км²).
Расовий склад населення:
| - 81,5 % — білих - 15,2 % — чорних або афроамериканців - 0,7 % — азіатів - 0,3 % — корінних американців |

До двох чи більше рас належало 1,4 %. Частка іспаномовних становила 2,0 % від усіх жителів.
За віковим діапазоном населення розподілялося таким чином: 22,1 % — особи молодші 18 років, 58,8 % — особи у віці 18—64 років, 19,1 % — особи у віці 65 років та старші. Медіана віку мешканця становила 46,8 року. На 100 осіб жіночої статі у переписній місцевості припадало 96,5 чоловіків;  на 100 жінок у віці від 18 років та старших — 95,4 чоловіків також старших 18 років.
Середній дохід на одне домашнє господарство  становив 84 610 доларів США (медіана — 70 810), а середній дохід на одну сім'ю — 92 103 долари (медіана — 76 667). Медіана доходів становила 71 543 долари для чоловіків та 40 201 долар для жінок. За межею бідності перебувало 8,7 % осіб, у тому числі 7,2 % дітей у віці до 18 років та 4,6 % осіб у віці 65 років та старших.
Цивільне працевлаштоване населення становило 1583 особи. Основні галузі зайнятості: освіта, охорона здоров'я та соціальна допомога — 25,4 %, фінанси, страхування та нерухомість — 14,8 %, науковці, спеціалісти, менеджери — 13,7 %.